# Имплозия
Имплозията е процес, при който обектите се разрушават чрез свиване (или притискане) върху самите себе си. Това е обратният процес на експлозия. При него се концентрират материя и енергия. Истинската имплозия обикновено включва разлика между вътрешното (ниско) и външното (високо) налягане или между вътрешните и външните сили, която е толкова голяма, че цялата структура се срива сама в себе си. Примери за имплозия включват подводница, която се смачква от външното хидростатично налягане на околната вода, и сриването на масивна звезда вследствие на огромното си гравитационно налягане.
Имплозията може да извърне материала навън (например, отскачане вследствие силата на свиващия се материал или изхвърляне на периферен материал, докато вътрешните части се сриват), но това не е съществен компонент на имплозията и не всички видове имплозия се държат по този начин. Ако обектът е бил твърдо тяло, тогава имплозията обикновено го принуждава да заеме по-плътна форма, тоест да стане по-концентриран, компактен, компресиран или да бъде преобразуван в нов материал, който е по-плътен от първоначалния.

## Примери

### Ядрени оръжия
В проектите на ядрено оръжие с имплозия се използва сфера от плутоний, уран или друг разпадащ се материал, който претърпява имплозия чрез сферично подредени заряди. Това намалява обема на материала и така покачва плътността му 2 – 3 пъти, карайки го да достигне критична маса и да създаде ядрен взрив.
В някои видове термоядрени оръжия, енергията от този взрив се използва за имплозия на капсула с термоядрено гориво, постигайки термоядрен синтез. По принцип употребата на радиация за имплозия (например във водородна бомба или инерциален управляем термоядрен синтез) се нарича радиационна имплозия.

### Динамика на флуидите
Кавитацията включва процес на имплозия. Когато се образува мехурче вследствие на кавитация в течност, това мехурче обикновено бързо се срива от имплозия, възникнала чрез околната течност.

### Астрофизика
Имплозията е ключова част от гравитационния колапс на големи звезди, което може да доведе до образуването на свръхнова, неутронна звезда или черна дупка.
В най-честия случай, най-вътрешната част на голямата звезда (ядрото) спира да гори и без източник на топлина силите, държащи електроните и протоните разделени, вече не са достатъчно силни за да го правят. Ядрото се срива само в себе си изключително бързо и се превръща в неутронна звезда или черна дупка. Външните слоеве на първоначалната звезда се свиват и могат да отскочат от новообразуваната неутронна звезда, създавайки супернова.

### CRT и флуоресцентна имплозия
Във всички електроннолъчеви тръби (CRT) съществува вакуум. Ако се повреди външната стъклена обвивка, е възможно настъпването на опасна имплозия. Поради силата на имплозията, стъклени парчета могат да бъдат изстреляни навън с опасна скорост. Докато съвременните електроннолъчеви тръби в телевизионните и компютърните екрани имат свързани с епоксид плочи или други мерки за предотвратяване на строшаване на обвивката, с излезлите от употреба CRT трябва да се борави внимателно, за да се избегне нараняване.